# Аурел Стодола
А́урел Сто́дола (словац. Aurel Stodola; *10 травня 1859, Ліптовський Мікулаш — †25 лютого 1942, Цюрих) — словацький та швейцарський інженер, вчений у галузі машинобудування, один з класиків теорії автоматичного регулювання, засновник теорії парових та газових турбін.

## Біографія
Народився в сім'ї підприємця, власника невеличких чинбарні та фабрики реміння, брат Еміла та Корнела Стодоли. Батько вченого, Андрей, та мати, Анна, до шлюбу Ковач, були словаками й удома спілкувалися словацькою, але в Словаччині тих часів панувала угорська та німецька мови. Після закінчення народної (початкової) школи маленького Аурела навмисне віддали на деякий час до знайомої німецької сім'ї, щоб він мав можливість вільно опанувати німецьку і позбавився можливих мовних проблем при подальшому навчанні. Він закінчив німецьке реальне училище в Левочі, а відтак і угорську гімназію в Кошіце, при чому в обох закладах був першим учнем і закінчив їх із відзнакою.
1876 року вступив до Будапештської політехніки, після закінчення (1878) поїхав до Цюриха вивчати машинобудування. Навчання в Цюрихському політехнікумі (ETH) завершив 1881 року, отримавши диплом інженера-механіка з відзнакою, і недовгий час працював у Майстернях угорських державних залізниць (Будапешт), після чого поїхав удосконалювати свої знання далі. Від 1883 працював у Вищій технічний школі в Шарлоттенбурзі біля Берліна, а одночасно відвідував лекції з теоретичної фізики та математики в Берлінському університеті (одним з його викладачів там був Гельмгольц). 1884 року він з тією ж метою поїхав до Парижа: слухав лекції в Сорбонні, там само отримав диплом. Принагідно познайомився з виробництвом на фабриках та заводах в околицях французької столиці.
1884 року трапилася пожежа на фабриці батька — і Аурел Стодола їде її відновлювати (до 1886 керував цим підприємством). У 1886—1892 працював на машинобудівному заводі фірми Рустон і К° в Празі, де розвинув інтенсивну діяльність із обрахунку та конструювання парових машин, гідротурбін, вентиляторів та газодувок для металургійних заводів. Саме на цьому підприємстві він набув практичний інженерний досвід, який (разом із блискучою теоретичною підготовкою) дозволив йому стати видатним інженером-машинобудівником.
1892 року ректор Цюрихського політехнікуму, який ретельно стежив за успіхами свого учня, запропонував йому посаду ординарного професора, на що Стодола радо погодився. Того ж таки року він обійняв і кафедру машинобудування (займав її до 1929, коли вийшов у відставку за віком). Завдяки йому кафедра набула надзвичайного блиску і авторитету. Як педагог відзначався чудовими лекторськими здібностями, був дуже добрим керівником дипломних проектів. Створив при кафедрі машинну лабораторію для практичних занять, постійно оновлював і розвивав її, перетворивши на одну з найкращих в Європі.
Одночасно активно займався науковими дослідженнями, не припинивши їх і на пенсії (фактично до самої смерті в дуже поважному віці). Поряд з педагогічною та научною не припинив і безпосередньо конструкторської діяльності.

## Наукова та конструкторська діяльність
Вже в перші роки професорства в Цюриху Стодола публікує в «Schweizerische Bauzeitung» дві частини своєї класичної праці «Про регулювання турбін». В ній він, спираючись на попередні піонерські дослідження з теорії автоматичного регулювання (зокрема, Вишнеградського), розв'язує задачу так званого непрямого регулювання (Вишнеградський мав справу лише з прямим регулюванням, коли регулятор безпосередньо впливає на машину; в непрямому регулюванні регулятор керує додатковим двигуном, так званим сервомотором, а той вже здійснює зміну регульованих параметрів).
Дія такого регулятора описується надто складними нелінійними диференціальними рівняннями вищих порядків, і першим сміливим і конструктивним кроком Стодоли була лінеаризація цих рівнянь (вона приводила до простішого шляху розв'язування). Щоб замінити нелінійні рівняння лінійними, досліднику, очевидно, треба було спростити модель, замінити її дещо грубішою, але такою, щоб описувала всі головні властивості системи «машина — регулятор». А от для того, щоб вирішити, що можна в моделі спрощувати, а що ні, якраз і знадобився практичний досвід Стодоли, його інженерна інтуїція. Проте знаходженням рішень диференціальних рівнянь не обмежувалося завдання, яке він поставив: він високо цінував важливість теоретичної розвідки і намагався кожну проблему зробити приступною для математичного аналізу, але як інженера-практика його в першу чергу цікавили конкретні числові значення, які пересічний конструктор міг би застосувати в своїй роботі (повний опис роботи системи, як правило, не дуже важливий у практиці, натомість надзвичайно важливі ті граничні значення тих чи інших параметрів, при яких змінюється режим її роботи, особливо якщо змінюється на шкідливий або з інших причин небажаний). Задля досягнення цієї мети він тут (як і в інших своїх працях) максимально спрощував задачу, але якщо наявний математичний апарат не дозволяв її розв'язати, він намагався вдосконалити його або звертався за допомогою до математиків. В цьому випадку він звернувся до свого колеги А. Гурвіца з проханням найти необхідні та достатні умови, яким мають задовольняти коефіцієнти багаточлена n-го ступеня, щоб всі корені цього багаточлена мали негативні дійсні частини. Гурвіц (який, до речі, почав працювати в Цюриху одночасно зі Стодолою) знайшов такі умови, завдяки чому Стодола зміг довести своє дослідження сталості турбін до простих нерівностей, в які інженеру-практику залишалося лише підставити конкретні числові значення — і він отримував критерії відсутності самозбудження коливань.
Важливо, що Стодола не тільки довів свою теоретичну працю до повної завершеності, але й ретельно перевірив її висновки експериментально. Так само серйозно поставився до свого внеску до цієї роботи і Гурвіц: у своїй статті в «Mathematische Annalen», де було опубліковано його суто математичні результати, він послався на експерименти Стодоли як на підтвердження правильності цих результатів. Ця співпраця знайшла відображення і в доповіді загальнонаукового характеру «Про відношення техніки до математики», яку Стодола виголосив на Першому міжнародному математичному конгресі (Цюрих, 1897). Ще масштабніших філософських проблем він торкався у своїй книжці «Gedanken zu einer Weltanschauung vom Standpunkte des Ingenieurs» («Думки до світопогляду з точки зору інженера», 1931). З філософських питань він листувався з Альбертом Ейнштейном (який певний час був доцентом ETH і незмінно високо оцінював постать Стодоли) та Альбертом Швейцером.
Стодола співпрацював не тільки з теоретиками, озброєними широкими математичними знаннями, але й з практиками, які потребували його інженерних знань: паралельно з викладацькою та науковою діяльністю він керував проєктуванням багатьох великих енергетичних установок та консультував низку машинобудівних заводів. Ще один приклад його конструкторської діяльності — розробка разом з відомим хірургом Е. Ф. Зауербрухом рухомого механічного протеза руки, який приводився в дію м'язами на залишку кінцівки (для приєднання м'язів до протеза була необхідна спеціальна операція; в німецькомовній фаховій літературі цей протез називають «рукою Зауербруха», в словацькомовній — «Стодоловою рукою», хоча очевидно, що цей винахід завдячує своїм існуванням обом спеціалістам). Цей винахід було зроблено 1915 року в зв'язку з великою кількістю каліцтв серед поранених Першої світової війни.
Після перших гучних праць, присвячених непрямому регулюванню, Стодола звертається до прямого у статті «Принцип регулювання Сіменсів та американські інерційні регулятори» (1899). Новаторство цього дослідження в тому, що Стодола вперше розглянув регулятори, в яких регулювання здійснюється не лише за координатою, але й за похідною цієї координати.
Другою після теорії автоматичного регулювання областю досліджень Аурела Стодоли було розвивання наукових засад розрахунку та конструювання парових турбін. Його монографія по парових турбінах ще за його життя витримала шість видань; її було перекладено англійською, французькою, російською, китайською. Цю книжку називали «біблією проектувальників парових двигунів».
Газовими турбінами (турбінами внутрішнього згоряння) Стодола зацікавився ще тоді, коли вони не мали жодного промислового значення і були лише цікавим винаходом, такою собі інженерною іграшкою. В цій галузі він також залишив ґрунтовні дослідження, в яких поєднував математичний аналіз з експериментами. Таким чином, він зробив внесок і в майбутнє реактивне літакобудування.

## Визнання
За свою новаторську діяльність Аурел Стодола 1901 року отримав почесний докторат Цюрихського університету, 1905 — Ганноверського політехнікуму та (німецького) технічного університету в Брно, а 1929 — Чеського вищого технічного училища в Празі.
1905 року Цюрих за заслуги надав Стодолі права швейцарського громадянина.
1908 року Спілка німецьких інженерів нагородила його пам'ятною медаллю Грасгофа, а 1940 року Інститут інженерів-механіків у Великій Британії — Міжнародною золотою медаллю Джеймса Ватта.
На його честь названо малу планету 3981 Стодола.
Іменем Стодоли названо вулиці в кількох словацьких містах.

## Питання національної приналежності
Аурел Стодола вважається за одного з найвизначніших науковців словацького походження, які набули світове ім'я. Попри те, що більшість своїх праць він опублікував німецькою мовою (частину — англійською) і був, як зазначено вище, громадянином Швейцарії, він завжди з гордістю декларував свою приналежність до словацького народу. Був одружений (з 1887) зі словачкою. Під час перебування в Празі брав участь у чехословацькому національному русі, до Першої світової війни активно цікавився питаннями словацької автономії та відстоював необхідність надання словакам рівних прав з угорцями в Австро-Угорській імперії.